# ترونا
ترونا هو معدن من معادن الكربونات، وهو معدن طري ذو لون أبيض ويتبلور على هيئة نظام بلوري أحادي الميل.
يتألف هذا المعدن كيميائياً من كربونات الصوديوم الأحادية النصفية Sodium sesquicarbonate ثنائي الهيدرات Na2CO3·NaHCO3·2H2O؛ ولا يصنف ضمن المتبخرات. وتشتق التسمية من اللغة العربية، إذ هي كلمة محورة من كلمة نطرون العربية.